# Emil Kerle
Emilian Kerle (* 11. September 1877 in Weißenbach am Lech; † 9. Dezember 1961 ebenda) war ein österreichischer Maler.

## Leben
Der Sohn des Malers Josef Kerle und der Katharina Kerle, geb. Pohler, studierte ab Oktober 1903 an der Akademie der bildenden Künste München in der Malschule von Ludwig von Löfftz. Ab etwa 1907 war er als Kirchenmaler vorwiegend in Osttirol tätig. Sein Bruder Josef Kerle war ebenfalls Kirchenmaler. 

## Werke

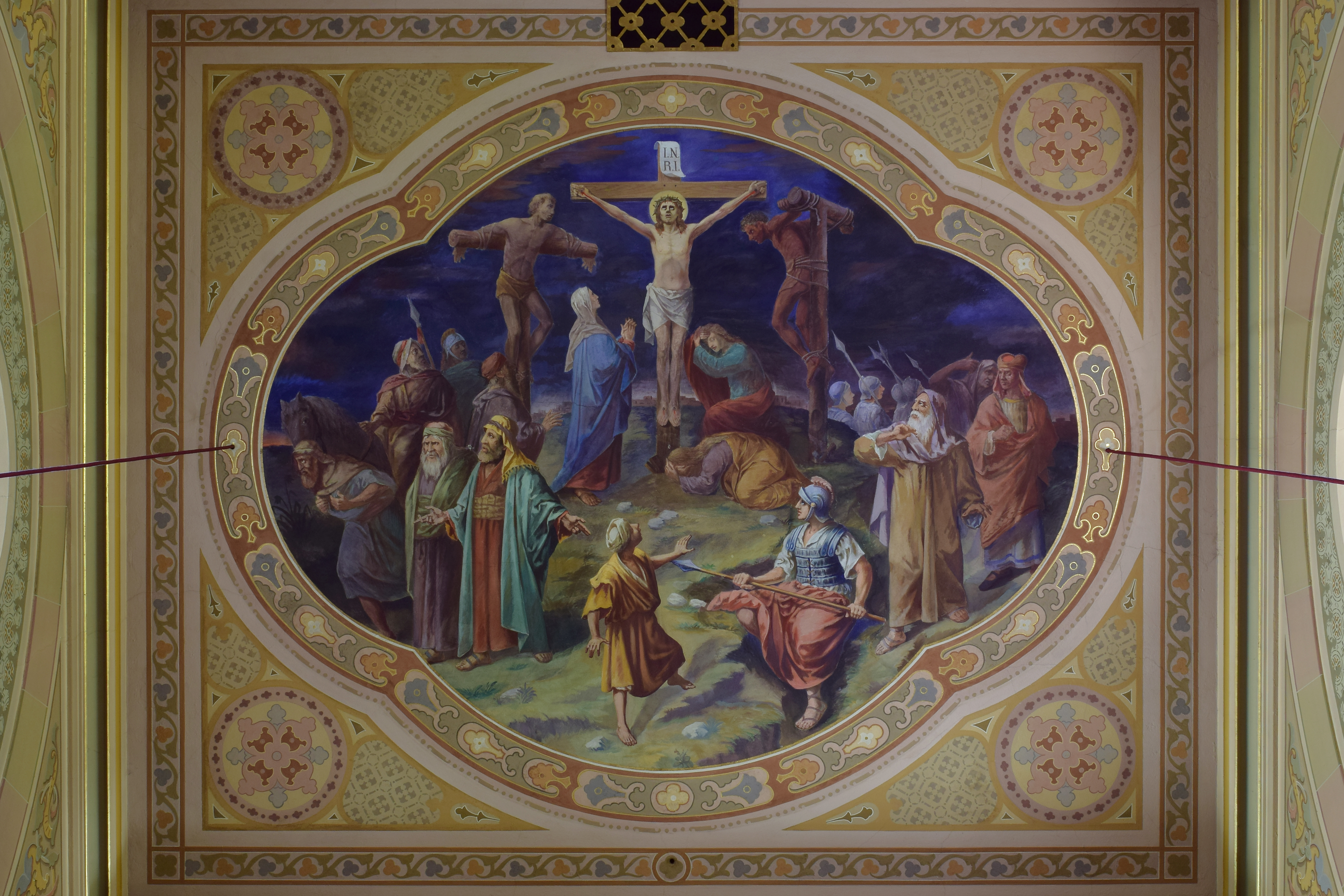
Deckengemälde Kreuzigung, Pfarrkirche Innervillgraten

- Gewölbemalereien, Filialkirche hl. Ottilia, Amlach, 1907[3]
- Wand- und Deckengemälde, Hauskapelle des Sebastianeums, Wörishofen, 1910[4]
- Deckenmalereien, Pfarrkirche hl. Martin, Innervillgraten, 1910/1912[5]
- Altarbild Mariahilf, Stöckl-Kapelle Maria Hilf in Unterwalden, Außervillgraten, 1912[6]
- Gewölbemalereien im Schiff der Pfarrkirche hl. Bartholomäus, Grafendorf, 1932/1933[7]